# 卡梅倫 (伊利諾伊州)
卡梅倫（英語：Cameron）是位於美國伊利諾伊州沃倫縣的一個非建制地區。該地的面積和人口皆未知。

## 地理
卡梅倫的座標為40°53′20″N 90°31′02″W / 40.88889°N 90.51722°W，而該地的平均海拔高度為235米（即771英尺）。